# Acteur de genre
 (juin 2012).
Si vous disposez d'ouvrages ou d'articles de référence ou si vous connaissez des sites web de qualité traitant du thème abordé ici, merci de compléter l'article en donnant les références utiles à sa vérifiabilité et en les liant à la section « Notes et références ».
Pour les articles homonymes, voir Acteur (homonymie).

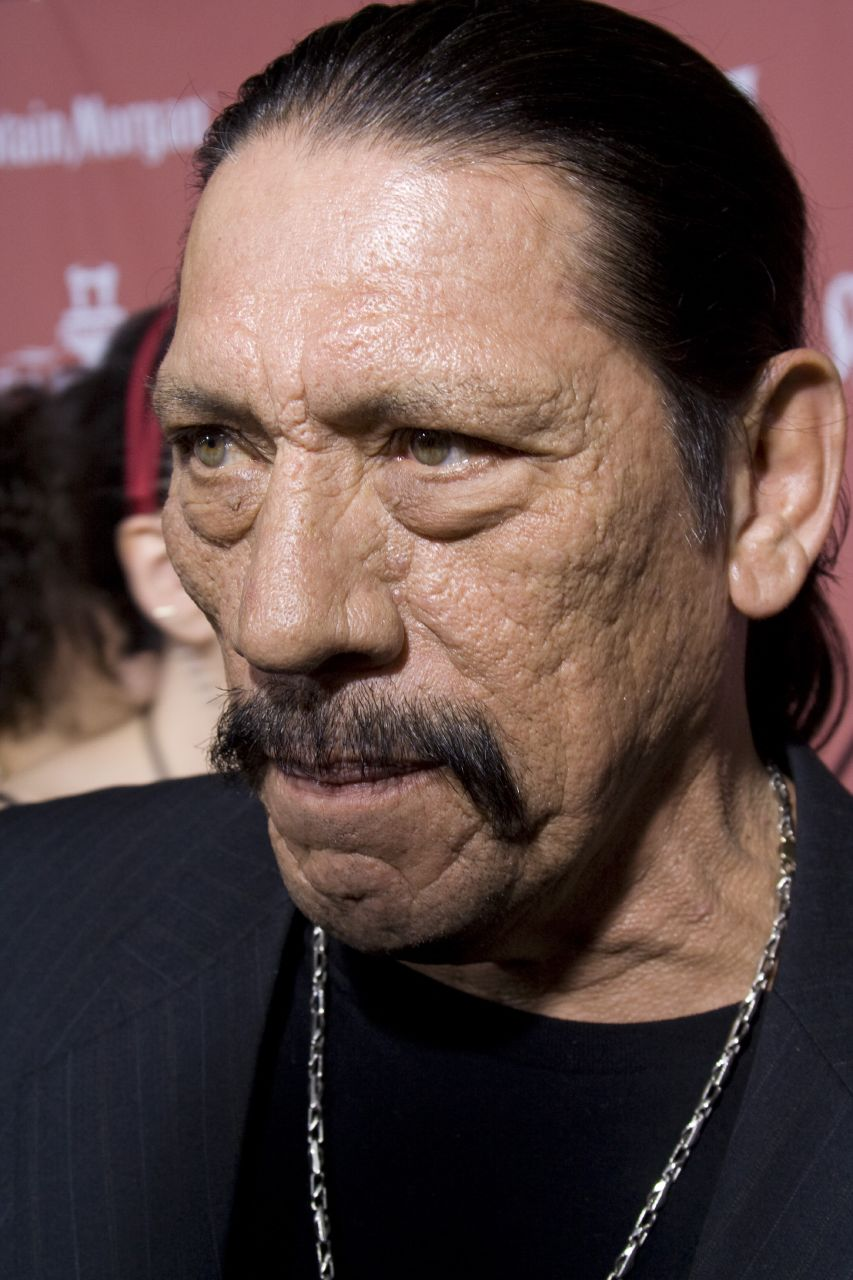
Danny Trejo en 2007 aux Scream Awards

Un acteur de genre (character actor en anglais) est un acteur qui interprète principalement un type particulier de personnage plutôt que des premiers rôles. Les rôles des acteurs de genre vont des petits rôles aux rôles secondaires.
Les acteurs de genre comme John Turturro, Richard Jenkins, Timothy Spall, Steve Buscemi et Kevin Bacon ont construit leur carrière sur un petit nombre de rôles caractéristiques. Certains acteurs de genre jouent principalement le même genre de personnages et en deviennent stéréotypés : Andy Devine (sous-fifre humoristique mais plein de ressources), Dennis Farina (flics ou gangsters durs), Jason Bateman (pauvre type suffisant et condescendant), Vince Vaughn (râleur incompétent) et Joe Pesci (psychopathe au sang chaud).

## Acteurs de genre populaires
Beaucoup d'acteurs de genre ont été reconnus pour leurs performances mais n'ont que très rarement été engagés pour des rôles principaux :
- F. Murray Abraham
- Danny Aiello
- Alun Armstrong
- Joe Don Baker
- Martin Balsam
- Noah Beery Jr.
- Noah Beery Sr.
- James Bolam
- Ward Bond
- Beulah Bondi
- Victor Buono
- Ronald Lacey
- Denholm Elliott
- Simon Callow
- John Hurt
- Peter Lorre
- John Carradine
- John Cazale
- Lon Chaney Jr.
- Clifton Collins Jr.
- Elisha Cook Jr.
- James Cromwell
- Alan Cumming
- William Daniels
- Brian Dennehy
- Garret Dillahunt
- Brad Dourif
- Wolf Kahler
- Fran Drescher
- Mammootty
- R. Lee Ermey
- William Fichtner
- John Forsythe
- William Frawley
- Sydney Greenstreet
- Luis Guzmán
- Alan Hale Sr.
- Alan Hale Jr.
- Sterling Hayden
- Dan Hedaya
- Pat Hingle
- Hal Holbrook
- Tor Johnson
- Brian Keith
- George Kennedy
- Lisa Kudrow
- Martin Landau
- Charles Lane
- Cloris Leachman
- Michael Lerner
- Ted Levine
- Eugene Levy
- Richard Libertini
- Delroy Lindo
- Julie London
- Jane Lynch
- Natasha Lyonne
- Gavin MacLeod
- Strother Martin
- Christopher McDonald
- Frances McDormand
- Neal McDonough
- Michael McKean
- Lafe McKee
- Burgess Meredith
- Dick Miller
- Jason Miller
- Larry Miller
- Thomas Mitchell
- Frank Morgan
- Burt Mustin
- Edna May Oliver
- Timothy Olyphant
- J. Pat O'Malley
- Maria Ouspenskaya
- David Paymer
- Barry Pepper
- Ron Perlman
- Brock Peters
- Oliver Platt
- Donald Pleasence
- Kevin Pollak
- Parker Posey
- Pete Postlethwaite
- CCH Pounder
- Claude Rains
- James Rebhorn
- Ving Rhames
- John C. Reilly
- Alan Rickman
- Thelma Ritter
- Cesar Romero
- Margaret Rutherford
- Telly Savalas
- John Saxon
- Wallace Shawn
- Martin Short
- J. K. Simmons
- Tony Sirico
- Kurtwood Smith
- Maggie Smith
- Timothy Spall
- Joe Spinell
- Harry Dean Stanton
- Don Swayze
- Buck Taylor
- Stephen Tobolowsky
- Oscar Torre
- Danny Trejo
- Alan Tudyk
- Eli Wallach
- M. Emmet Walsh
- Jack Warden
- James Whitmore
- Dianne Wiest
- Michael K. Williams
- Jane Wyman
- Ed Wynn
- Keenan Wynn
- Burt Young

## Acteurs de genre devenus célèbres
Certains acteurs de genre ont parfois réussi à atteindre la célébrité et à devenir connus et reconnus, et pour certains à avoir interprété des premiers rôles :
- Alan Arkin
- Lionel Atwill
- Kevin Bacon
- Alec Baldwin
- Christian Bale
- Anne Bancroft
- Kathy Bates
- Humphrey Bogart
- Ernest Borgnine
- Walter Brennan
- Jeff Bridges
- Lloyd Bridges
- James Brolin
- Josh Brolin
- Charles Bronson
- Ellen Burstyn
- Steve Buscemi
- James Caan
- Jean Dujardin
- James Cagney
- Steve Carell
- John Carradine
- David Carradine
- Keith Carradine
- Robert Carradine
- Michael Cera
- Cher
- Jill Clayburgh
- Sean Connery
- Bradley Cooper
- Bud Cort
- Russell Crowe
- Ice Cube
- Peter Cushing
- Bette Davis
- Brian Dennehy
- Robert Donat
- Michael Douglas
- Robert Duvall
- Shelley Duvall
- Christopher Eccleston
- Sam Elliott
- Colin Farrell
- Dennis Farina
- Will Ferrell
- Ralph Fiennes
- Errol Flynn
- Glenn Ford
- Jodie Foster
- Morgan Freeman
- John Garfield
- Ben Gazzara
- Paul Giamatti
- Brendan Gleeson
- Danny Glover
- Whoopi Goldberg
- Jeff Goldblum
- Joseph Gordon-Levitt
- Elliott Gould
- Gloria Grahame
- Alec Guinness
- Gene Hackman
- Tom Hanks
- Ed Harris
- Ed Helms
- Van Heflin
- Dustin Hoffman
- Philip Seymour Hoffman
- Anthony Hopkins
- Dennis Hopper
- Bob Hoskins
- Walter Huston
- Samuel L. Jackson
- James Robertson Justice
- Angelina Jolie
- Stacy Keach
- Diane Keaton
- Michael Keaton
- Harvey Keitel
- Ben Kingsley
- Martin Landau
- Angela Lansbury
- Heath Ledger
- Christopher Lee
- Jason Lee
- Janet Leigh
- Jack Lemmon
- Laura Linney
- Ray Liotta
- Christopher Lloyd
- Herbert Lom
- Shirley MacLaine
- William H. Macy
- Marjorie Main
- Mammootty
- Fredric March
- Lee Marvin
- Walter Matthau
- Roddy McDowall
- Frances McDormand
- Malcolm McDowell
- John C. McGinley
- Adolphe Menjou
- John Mills
- Ricardo Montalban
- David Morse
- Michael Murphy
- Bill Murray
- Edward Norton
- Jack Nicholson
- Charles Ogle
- Gary Oldman
- Laurence Olivier
- Elliot Page
- Chazz Palminteri
- Gregory Peck
- Joe Pesci
- Christopher Plummer
- Vincent Price
- Basil Rathbone
- Ronald Reagan
- Lee Remick
- Fernando Rey
- Edward G. Robinson
- Stephen Root
- Tim Roth
- Mickey Rourke
- Rosalind Russell
- Meg Ryan
- Winona Ryder
- George Sanders
- Telly Savalas
- George C. Scott
- Kristin Scott Thomas
- William Shatner
- Tom Skerritt
- Will Smith
- Sissy Spacek
- Kevin Spacey
- Robert Stack
- Terence Stamp
- Sylvester Stallone
- James Stewart
- Eric Stoltz
- Meryl Streep
- Donald Sutherland
- Jeffrey Tambor
- David Tennant
- Danny Trejo
- Jean-Louis Trintignant
- Gene Tierney
- John Turturro
- Max von Sydow
- Vince Vaughn
- Christopher Walken
- Owen Wilson
- Rainn Wilson
- James Woods
- Lee Van Cleef

## Acteurs de genre passés derrière la caméra
Des acteurs de genre sont parfois devenus réalisateurs : John Huston, Sydney Pollack, Paul Mazursky, Orson Welles, Mathieu Kassovitz, Lindsay Anderson, John Cassavetes, Woody Allen, Clint Eastwood, Roman Polanski,  Mark Rydell, Terry Jones, Jon Favreau, Ben Stiller, Otto Preminger, Tim Blake Nelson, Ben Affleck ...